# Collège des Lombards
Das Collège des Lombards war eine der Schulen der Universität Paris. Es lag im 5. Arrondissement am oberen Ende der Rue des Carmes.

## Geschichte
Das Collège wurde 1334 von André Ghini, Bischof von Arras, für elf Stipendiaten aus Italien, „Lombards“ (Lombarden) genannt, gegründet. Zu den Schülern gehörten Francisco de Xavier (ab 1525) und Ignatius von Loyola (ab 1528). 
1677 machte Ludwig XIV. aus dem Collège eine Niederlassung für eine Gruppe von Studenten aus Irland. Im Laufe des 18. Jahrhunderts wurde das Collège des Lombards daraufhin das Zentrum für die irischen Studenten in Paris. 1738 wurde die Kapelle des Collège wiederaufgebaut, den Studenten wurden neue Unterkünfte zur Verfügung gestellt. 1775 zogen die Studenten in ein neues Gebäude in der Rue du Cheval Vert um, das zum Collège des Irlandais wurde. Das Collège des Lombards wurde 1793 geschlossen.
Die Kapelle war von 1872 bis 1910 das geistliche Zentrum der von Robert und Albert de Mun gegründeten katholischen Sozialbewegung. Später wurde sie der Syrisch-katholischen Kirche gegeben, die daraus die Kirche Saint-Ephrem machten.